# Charlie McCully
Charles Findlay McCully, conosciuto come Charlie McCully (Motherwell, 30 aprile 1947 – Meriden, 23 ottobre 2007), è stato un calciatore scozzese naturalizzato statunitense, di ruolo difensore e centrocampista.

## Biografia
Nato a Motherwell, in Scozia, da John e Annie Mair McCully: aveva due sorelle, Christine e Ina, e quattro fratelli, Henry, Peter, Alexander e William. Trasferitosi negli Stati Uniti d'America, ne ottenne anche la nazionalità. Sposò Rebecca L. McCreath da cui ebbe Michelle Ann.
Con il fratello Henry condivise buona parte della sua carriera agonistica, militando nelle stesse squadre dal 1973 al 1976, comprese due partite con la statunitense.

### Club
Formatosi nel Cambuslang Rangers, nella stagione 1965-1966 gioca un incontro nello Stirling Albion, ottenendo il quindicesimo posto nel massimo campionato scozzese.
Nel 1967 si trasferisce negli Stati Uniti d'America per giocare nei Philadelphia Ukrainians, club dell'American Soccer League.
Nel 1968 passa ai Boston Beacons, club della neonata North American Soccer League. Con il club di Boston ottiene nella NASL 1968 il quinto ed ultimo posto della Atlantic Division.
Nei due anni seguenti gioca nei GASL Cosmos, squadra all-star della German-American Soccer League, campionato dell'area di New York, creata in previsione della creazione di una nuova franchigia NASL.
Nel 1971 McCully torna a giocare nella NASL, in forza agli esordienti del N.Y. Cosmos. Con i Cosmos nella stagione 1971 raggiunse le semifinali del torneo, perse contro gli Atlanta Chiefs.
La stagione seguente si conclude invece con la vittoria in finale contro i St. Louis Stars.
Dopo un'altra stagione in forza ai Cosmos, passa ai Connecticut Wildcats, club della ASL. La stagione seguente viene ingaggiato dai R.I. Oceaneers, con cui vince il campionato battendo in finale il New York Apollo.
Nel 1975 ritorna nella NASL, in forza all'Hartford Bicentennials, in cui non supera la fase a gironi.
Nel 1977 passa Connecticut Yankees, nuova denominazione dei Wildcats, sempre militante nella ASL.
Oltre che a Soccer, McCully giocò nel campionato indoor con gli Hartford Bicentennials ed gli Hartford Hellions.

### Nazionale
Naturalizzato statunitense, McCully giocò undici incontri amichevoli con la nazionale di calcio degli Stati Uniti d'America tra il 1973 ed il 1975.

## Statistiche

### Cronologia presenze e reti in Nazionale
| Cronologia completa delle presenze e delle reti in nazionale ― Stati Uniti | Cronologia completa delle presenze e delle reti in nazionale ― Stati Uniti | Cronologia completa delle presenze e delle reti in nazionale ― Stati Uniti | Cronologia completa delle presenze e delle reti in nazionale ― Stati Uniti | Cronologia completa delle presenze e delle reti in nazionale ― Stati Uniti | Cronologia completa delle presenze e delle reti in nazionale ― Stati Uniti | Cronologia completa delle presenze e delle reti in nazionale ― Stati Uniti | Cronologia completa delle presenze e delle reti in nazionale ― Stati Uniti |
| Data                                                                       | Città                                                                      | In casa                                                                    | Risultato                                                                  | Ospiti                                                                     | Competizione                                                               | Reti                                                                       | Note                                                                       |
| -------------------------------------------------------------------------- | -------------------------------------------------------------------------- | -------------------------------------------------------------------------- | -------------------------------------------------------------------------- | -------------------------------------------------------------------------- | -------------------------------------------------------------------------- | -------------------------------------------------------------------------- | -------------------------------------------------------------------------- |
| 12-8-1973                                                                  | New Britain                                                                | Stati Uniti                                                                | 1 – 0                                                                      | Polonia                                                                    | Amichevole                                                                 | -                                                                          |                                                                            |
| 9-9-1973                                                                   | Hartford                                                                   | Stati Uniti                                                                | 1 – 0                                                                      | Bermuda                                                                    | Amichevole                                                                 | -                                                                          | 59’                                                                        |
| 16-10-1973                                                                 | Città del Messico                                                          | Messico                                                                    | 2 – 0                                                                      | Stati Uniti                                                                | Amichevole                                                                 | -                                                                          |                                                                            |
| 3-11-1973                                                                  | Port-au-Prince                                                             | Haiti                                                                      | 1 – 0                                                                      | Stati Uniti                                                                | Amichevole                                                                 | -                                                                          |                                                                            |
| 5-11-1973                                                                  | Port-au-Prince                                                             | Haiti                                                                      | 1 – 0                                                                      | Stati Uniti                                                                | Amichevole                                                                 | -                                                                          |                                                                            |
| 13-11-1973                                                                 | Giaffa                                                                     | Israele                                                                    | 3 – 1                                                                      | Stati Uniti                                                                | Amichevole                                                                 | -                                                                          |                                                                            |
| 15-11-1973                                                                 | Be'er Sheva                                                                | Israele                                                                    | 2 – 0                                                                      | Stati Uniti                                                                | Amichevole                                                                 | -                                                                          |                                                                            |
| 24-6-1975                                                                  | Seattle                                                                    | Stati Uniti                                                                | 0 – 4                                                                      | Polonia                                                                    | Amichevole                                                                 | -                                                                          |                                                                            |
| 19-8-1975                                                                  | Città del Messico                                                          | Stati Uniti                                                                | 1 – 3                                                                      | Costa Rica                                                                 | Amichevole                                                                 | -                                                                          |                                                                            |
| 21-8-1975                                                                  | Città del Messico                                                          | Stati Uniti                                                                | 0 – 6                                                                      | Argentina                                                                  | Amichevole                                                                 | -                                                                          |                                                                            |
| 24-8-1975                                                                  | Città del Messico                                                          | Messico                                                                    | 2 – 0                                                                      | Stati Uniti                                                                | Amichevole                                                                 | -                                                                          |                                                                            |
| Totale                                                                     |                                                                            | Presenze                                                                   | 11                                                                         |                                                                            | Reti                                                                       | 0                                                                          |                                                                            |

## Palmarès

### Club
- North American Soccer League: 1

New York Cosmos: 1972
- American Soccer League: 1

Rhode Island Oceaneers: 1974